# Legenda oculta

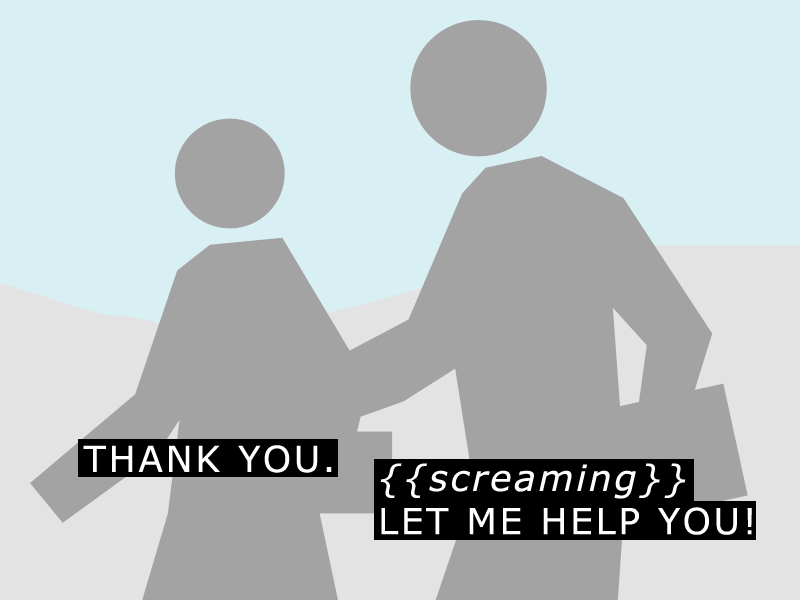
Legenda oculta difere-se das legendas normais pela indicação de sons presentes na cena

Legenda oculta (em inglês: Closed caption), comumente referido pela sigla CC, é um sistema de transmissão de legendas via sinal de televisão, utilizado para auxiliar deficientes auditivos. Mais do que uma legenda convencional, ela indica em palavras os outros sons do vídeo. Em programas gravados, é o mesmo texto do teleponto. Para os programas ao vivo, no entanto, há dois métodos de produção: estenotipia, comum nos Estados Unidos, que consiste no registro integral de diálogos pelo estenotipista num teclado especial, cujos botões são baseados em fonemas em vez de letras; e reconhecimento de voz, feito no Brasil pela Rede Globo, no qual um operador repete o que é dito e o computador converte sua voz em texto.